# Mikael Jansson
Lars-Olof Mikael Jansson (ur. 4 września 1965 w Umeå) – szwedzki polityk, w latach 1995–2005 przewodniczący Szwedzkich Demokratów, deputowany do Riksdagu.

## Życiorys
Kształcił się w zakresie elektroenergetyki i telekomunikacji. Pracował w przedsiębiorstwach przemysłowych. Działał w Partii Centrum, zasiadał w jej władzach w Örebro. W 1993 dołączył do Szwedzkich Demokratów. W 1994 został jednym z wiceprzewodniczących, a w 1995 objął funkcję przewodniczącego partii. Starał się zmienić jej wizerunek, która była postrzegana jako ugrupowanie nacjonalistyczne czy neonazistowskie. Doprowadził m.in. do zakazu noszenia mundurów na partyjnych spotkaniach, a także używania nazistowskich symboli i pozdrowienia. Nawiązał kontakty z ugrupowaniami narodowej prawicy z innych krajów europejskich, m.in. z Frontem Narodowym i Wolnościową Partią Austrii.
W 2005 stanowisko przewodniczącego Szwedzkich Demokratów przejął Jimmie Åkesson. Mikael Jansson pozostał aktywnym działaczem tego ugrupowania, kierując jego strukturami w regionie Örebro. W 2006 został wybrany na radnego Göteborga. W 2010 jego formacja po raz pierwszy przekroczyła próg wyborczy do Riksdagu, a Mikael Jansson uzyskał jeden z mandatów poselskich. W 2014 z powodzeniem ubiegał się o reelekcję. W 2018 przeszedł do założonego przez radykalniejszych działaczy SD ugrupowania Alternatywa dla Szwecji. W tym samym roku znalazł się poza szwedzkim parlamentem.